# Leptocera scotti
Leptocera scotti är en tvåvingeart som beskrevs av Richards 1939. Leptocera scotti ingår i släktet Leptocera och familjen hoppflugor.
Artens utbredningsområde är Etiopien. Inga underarter finns listade i Catalogue of Life.